# Gat bombai

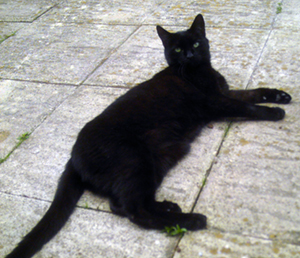
Gat bombai

El gat bombai és un gat domèstic musculós i de mida mitjana, resultat de l'encreuament entre el gat birmà i el gat americà de pèl curt.

## Història

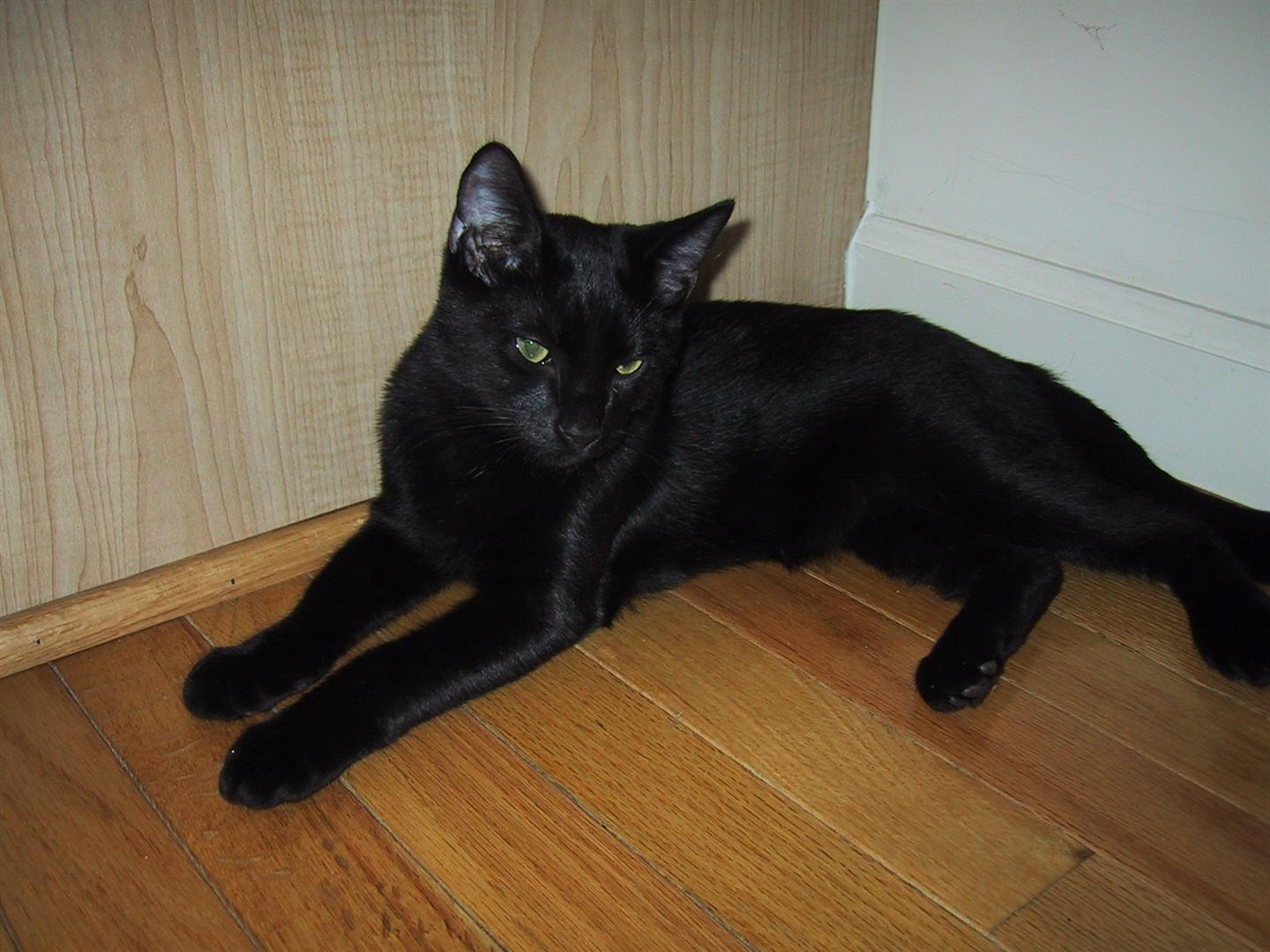
Cadell de menys de 5 mesos

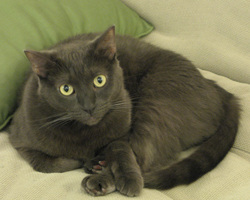
Gat bombai de cara

La raça bombai, relacionada amb la birmana, prové de l'encreuament d'un gat americà de pèl curt de color negre amb un gat birmà cibelí, per tal de crear un gat birmà de color negre.
Aquest creuament va tenir lloc als Estats Units a finals dels anys 1950. El nom de la seva creadora va ser Nikki Horner de Kentucky. La població d'aquests gats va augmentar enormement i avui en dia és comú veure'ls en la majoria dels països.
El nom de Bombai va ser pres en honor del lleopard negre, felí salvatge de gran similitud amb aquest gat domèstic, l'hàbitat natural del qual és la ciutat hindú de Bombai (Índia).

## Característiques físiques
És un gat domèstic musculós i de mida mitjana de cua llarga.
El pelatge del Bombai és curt, molt enganxat al cos i brillant. Pràcticament no té fils. És de textura setinada, i de color únicament negre.

Els ulls són grans, rodons, ben separats, brillants, vius, de color que va del coure al daurat i freqüentment cobrissos. Però la majoria dels gats Bombai d'ulls de color daurat tenen tendència a tenir una taca de color coure en algun ull. 

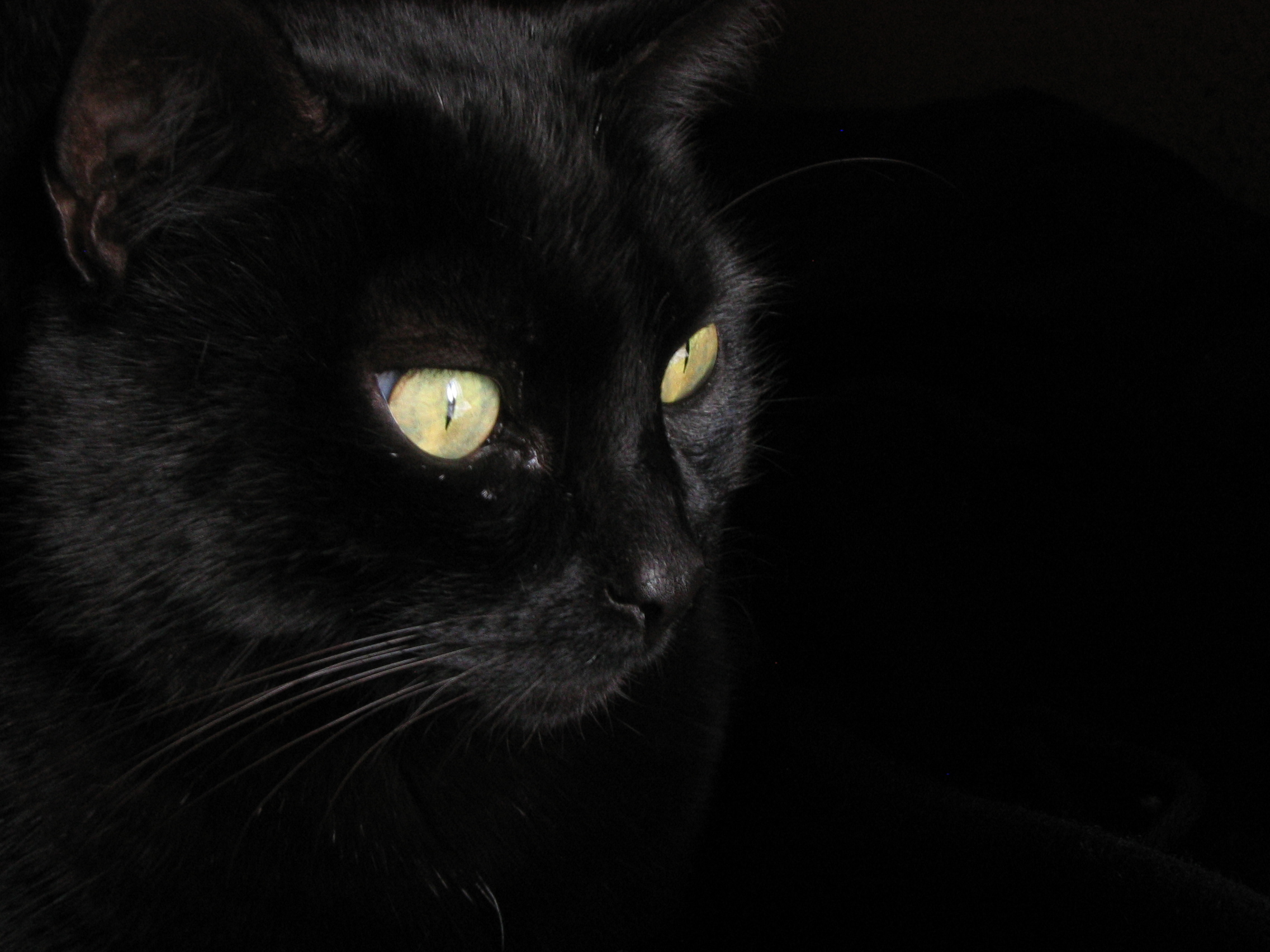
Gat negre de raça Bombai.

## Comportament
És un perfecte animal de companyia que s'adapta ràpidament a llocs poc espaiosos, però alguns no suporten la soledat. És un animal que en general no és molt "guerrer", és a dir que no busca baralles, és molt pacífic; encara que en general si veu un gat estrany que mai ha vist en la seva vida pot reaccionar d'una forma descomunal. Una altra de les característiques del comportament del gat de raça Bombai és que no són gats molt actius, de manera que molts l'anomenen "mandrosos", encara que d'altra banda són bastant juganers. És més un gat extremadament intel·ligent i àgil. També una de les característiques més curioses que pocs saben és que aquesta raça pot aprendre a caminar amb corretja. El seu pes, en general, és de 3 quilos i mig a 5 quilos però cal anar amb compte amb l'alimentació perquè aquesta raça és molt aficionada a la golafreria.

## Cures generals
Aquesta raça no requereix cures especials però és recomanable banyar-lo un cop l'any (per conservar el pelatge sedós), raspallar-lo tres vegades per setmana, i aplicar-li un pulguicida una vegada per mes.